# Нидеркирхнер, Роберт
Роберт Нидеркирхнер (нем. Robert Niederkirchner; 6 июня 1924—2004) — немецкий футболист, нападающий. Выступал за сборную Саара.

## Клубная карьера
С 1952 по 1957 был игроком клуба «Саар 05», с которым выступал в юго-западной Оберлиге и провёл за команду 63 матча, в которых забил 18 голов.

## Карьера в сборной
Единственный матч за сборную Саара провёл 5 июня 1954 года против сборной Уругвая, в котором забил единственный гол своей команды на 23-й минуте встречи. Игра завершилась со счётом 1:7 в пользу сборной Уругвая и стала крупнейшим поражением в истории сборной Саара. В дальнейшем Нидеркирхнер в сборную не вызывался.